# Battaglia di Cisterna
La battaglia di Cisterna si svolse nel corso della campagna d'Italia durante la seconda guerra mondiale a partire dal 29 gennaio 1944, presso Cisterna di Latina, nel Lazio.
Le truppe statunitensi del generale John Lucas, sbarcate insieme ad altre formazioni alleate ad Anzio il 22 gennaio 1944, cercarono di uscire dalla testa di ponte ma incontrarono una forte resistenza da parte di reparti tedeschi della Wehrmacht che erano rapidamente affluiti da nord. Alcuni reparti statunitensi di Ranger furono accerchiati e distrutti; l'attacco dovette essere sospeso dopo tre giorni di violenti e sanguinosi combattimenti.
Dopo questo fallimento le truppe alleate ammassate nella testa di ponte di Anzio passarono sulla difensiva mentre i tedeschi poterono rafforzare il loro schieramento in preparazione di una grande controffensiva che sarebbe iniziata il 16 febbraio 1944.

## Storia

### Lo sbarco di Anzio
Per sbloccare la situazione di stallo persistente sul fronte italiano dopo i ripetuti fallimenti degli attacchi alleati contro la Linea Gustav, compresa tra Cassino, il Rapido e il Garigliano, l'alto comando alleato, su ispirazione principalmente di Winston Churchill sferrò il 22 gennaio 1944 la cosiddetta Operazione Shingle. Il VI corpo d'armata del generale John Lucas, costituito da una divisione americana, una divisione britannica e vari reparti di supporto e dipendente dalla 5ª Armata statunitense del generale Mark Wayne Clark, sbarcò sulle spiagge comprese tra Anzio e Nettuno; negli ambiziosi progetti del primo ministro britannico, queste forze avrebbero dovuto avanzare di sorpresa e marciare rapidamente verso Roma aggirando tutte le forze tedesche schierate sulla Linea Gustav. Nonostante il pessimismo del generale Lucas, timoroso della reazione tedesca, e lo scetticismo anche del generale Clark e del generale George Patton, lo sbarco del 22 gennaio ebbe successo, portando gli Angloamericani a stabilire una testa di ponte nel Lazio.
Inconsapevoli dell'effetto sorpresa ottenuto e della scarsa presenza di truppe tedesche, gli Alleati persero l'occasione di conquistare Roma con una azione fulminea, restando asserragliati per settimane sulle spiagge e nelle pinete del litorale.
La campagna di sfondamento della linea Gustav si concluse solo ai primi di giugno, con la conquista di Roma, evacuata dai nazisti prima dell'arrivo delle truppe alleate.

### Attacco alleato dalla testa di ponte
Durante la battaglia di Cisterna il 1º, il 3º e il 4º Battaglione Ranger tentarono di conquistare la cittadina laziale, obiettivo che la 3ª Divisione statunitense aveva fallito più volte. Il 1º e il 3º battaglione Ranger, precedendo l'attacco principale, tentarono un'infiltrazione notturna dietro le linee tedesche. Il loro obiettivo era conquistare la città di Cisterna in un attacco a sorpresa e tenerla fino a quando l'attacco principale non fosse passato.
I due battaglioni - per un totale di 767 uomini - si mossero alle 01:30 e si spostarono nell'oscurità lungo un fossato di drenaggio (canale Mussolini). Sebbene fossero stati in grado di aggirare numerose posizioni tedesche, alle prime luci erano lontani dal loro obiettivo e dovevano ancora attraversare un terreno aperto per la parte finale dell'approccio. 

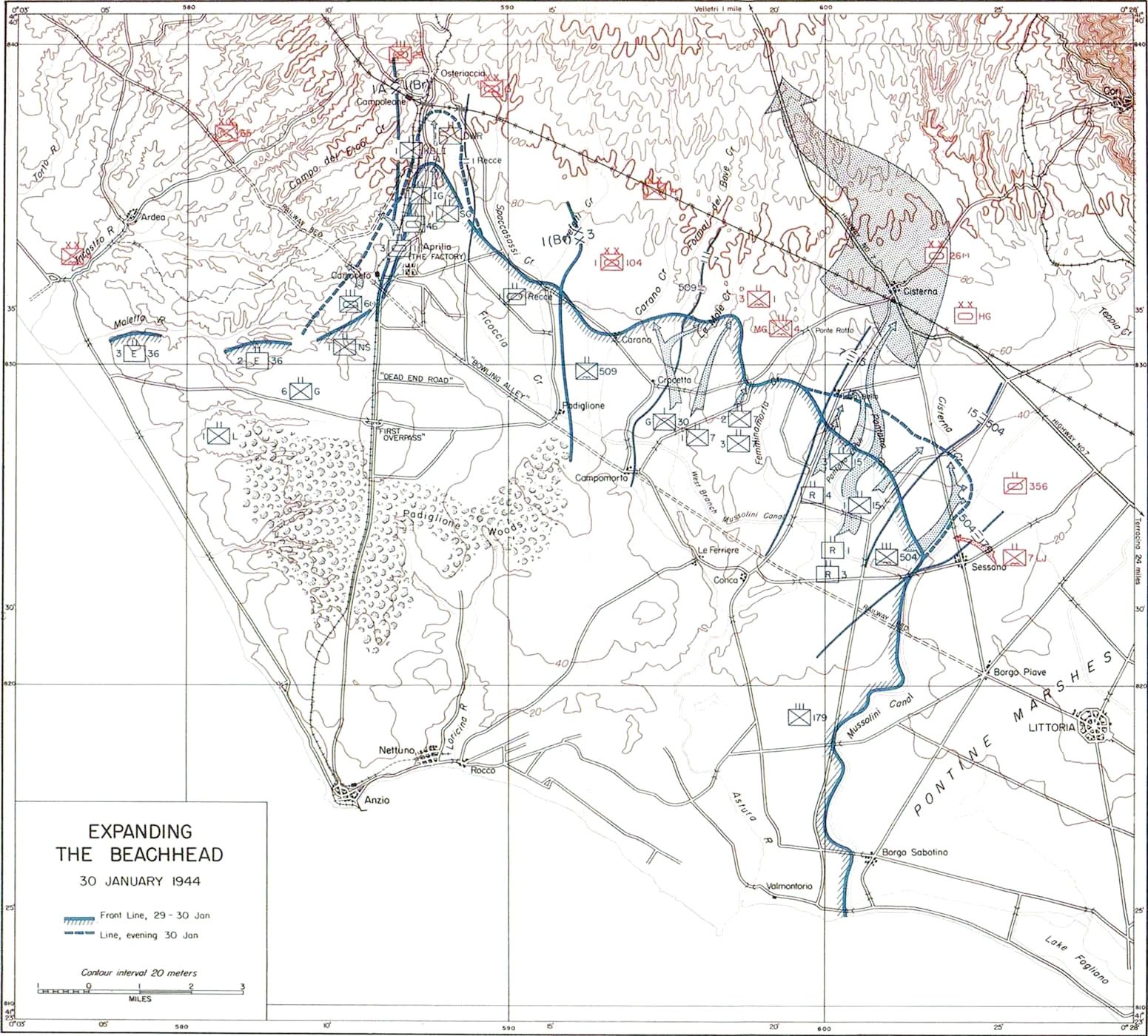
Piano di attacco alla città di Cisterna

Una serie di violenti contrattacchi tedeschi, con l'appoggio di carri Panzer IV, falciarono il 1º e il 3º battaglione ranger statunitensi che lasciarono sul campo 755 dei 767 soldati di cui le due unità erano composte. Il comando statunitense decise perciò di soccorrere i Ranger con alcuni carri armati, ma una serie di campi minati bloccarono tale iniziativa.
La città rimase in mani tedesche e tutti reparti dei Ranger in Italia vennero ritirati.

## Filmografia riguardante la Battaglia di Cisterna
- Commandos - film (1958)
- Lo sbarco di Anzio - film (1968)
- Medal of honor - Documentario Serie TV Netflix (2018)
- The Liberator - Serie TV Netflix (2020)